# Rinna socken
Rinna socken i Östergötland ingick i Göstrings härad, ingår sedan 1971 i Boxholms kommun och motsvarar från 2016 Rinna distrikt.
Socknens areal är 80,91 kvadratkilometer, varav 78,80 land. År 2000 fanns här 369 invånare. Kyrkbyn Rinna med sockenkyrkan Rinna kyrka ligger i denna socken. 

## Administrativ historik
Rinna socken har medeltida ursprung.
Vid kommunreformen 1862 övergick socknens ansvar för de kyrkliga frågorna till Rinna församling och för de borgerliga frågorna till Rinna landskommun. 1905 överfördes vissa hemman till Trehörna socken. Landskommunen inkorporerades 1952 i Folkunga landskommun och ingår sedan 1971 i Boxholm kommun. Församlingen uppgick 2010 i Boxholms församling.
1 januari 2016 inrättades distriktet Rinna, med samma omfattning som församlingen hade 1999/2000.
Socknen har tillhört samma fögderier och domsagor som socknens härader.  De indelta soldaterna tillhörde  Första livgrenadjärregementet, Ombergs kompani och Andra livgrenadjärregementet, Skenninge kompani.

## Geografi
Rinna socken ligger sydväst om Mjölby, nordväst om Boxholm vid Lillån och Rinnasjön. Socknen består i norr av odlad slättbygd i ådalarna och i söder skogsbygd på Hålaveden.

## Gårdar och roten
| Särstads rote | Rinna rote | Gärdslätts rote | Lussebo rote | Sandkulla rote | Götryds rote |
| ------------- | ---------- | --------------- | ------------ | -------------- | ------------ |
| Ljuna         | Helgslätt  | Gärdslätt       | Hammarskog   | Linåsen        | Skvalbäcken  |
| Jordsfälla    | Brusarp    | Torpa           | Smedstorp    | Långsten       |              |
| Särstad       | Rinna      | Slätten         | Höghult      | Björnarp       |              |
|               | Kärrbetorp | Ljungtorp       | Laggaretorp  | Långeberg      |              |
|               | Abbatorp   | Stenstorp       | Stortorp     | Sandkulla      |              |
|               |            | Kimme           | Lussebo      | Mossebo        |              |
|               |            | Lycke           | Guldkistan   | Nyarp          |              |
|               |            | Skräppe         | Bråten       |                |              |
|               |            | Ermetorp        | Kivarp       |                |              |
|               |            | Ricklehag       | Årstorp      |                |              |
|               |            |                 | Rannebo      |                |              |
|               |            |                 | Stekstorp    |                |              |
|               |            |                 | Dinkarp      |                |              |
|               |            |                 | Sillekullen  |                |              |
|               |            |                 | Granstorp    |                |              |
|               |            |                 | Krokebo      |                |              |

## Fornlämningar
Kända från socknen är gravrösen med stensättningar från bronsåldern samt gravfält och stensträngar från järnåldern. En runristning är känd.

## Namnet
Namnet (1382 Rinna) kommer från kyrkbyn. Det kan tolkas som innehållande rind(e), 'jordrygg, hög bank' eller som ett äldre namn rinna på Rinnasjön.

## Befolkningsutveckling
| Befolkningsutvecklingen i Rinna socken 1750–1990                                                         | Befolkningsutvecklingen i Rinna socken 1750–1990 | Befolkningsutvecklingen i Rinna socken 1750–1990 | Befolkningsutvecklingen i Rinna socken 1750–1990 | Befolkningsutvecklingen i Rinna socken 1750–1990 |
| --- | ------------------------------------------------ | ------------------------------------------------ | ------------------------------------------------ | ------------------------------------------------ |
| |                                                  |                                                  |                                                  |                                                  |
| År |                                                  |                                                  | Folkmängd                                        |                                                  |
| 1750 | 1750                                             |                                                  | 967                                              |                                                  |
| 1760 | 1760                                             |                                                  | 987                                              |                                                  |
| 1769 | 1769                                             |                                                  | 1 055                                            |                                                  |
| 1780 | 1780                                             |                                                  | 990                                              |                                                  |
| 1790 | 1790                                             |                                                  | 1 083                                            |                                                  |
| 1800 | 1800                                             |                                                  | 1 033                                            |                                                  |
| 1810 | 1810                                             |                                                  | 1 165                                            |                                                  |
| 1820 | 1820                                             |                                                  | 1 270                                            |                                                  |
| 1830 | 1830                                             |                                                  | 1 390                                            |                                                  |
| 1840 | 1840                                             |                                                  | 1 396                                            |                                                  |
| 1850 | 1850                                             |                                                  | 1 524                                            |                                                  |
| 1860 | 1860                                             |                                                  | 1 598                                            |                                                  |
| 1870 | 1870                                             |                                                  | 1 613                                            |                                                  |
| 1880 | 1880                                             |                                                  | 1 635                                            |                                                  |
| 1890 | 1890                                             |                                                  | 1 488                                            |                                                  |
| 1900 | 1900                                             |                                                  | 1 316                                            |                                                  |
| 1910 | 1910                                             |                                                  | 1 113                                            |                                                  |
| 1920 | 1920                                             |                                                  | 1 128                                            |                                                  |
| 1930 | 1930                                             |                                                  | 1 090                                            |                                                  |
| 1940 | 1940                                             |                                                  | 967                                              |                                                  |
| 1950 | 1950                                             |                                                  | 783                                              |                                                  |
| 1960 | 1960                                             |                                                  | 597                                              |                                                  |
| 1970 | 1970                                             |                                                  | 402                                              |                                                  |
| 1980 | 1980                                             |                                                  | 357                                              |                                                  |
| 1990 | 1990                                             |                                                  | 376                                              |                                                  |
| Anm: Källor: Umeå universitet - Tabellverket 1749-1859, Demografiska databasen, CEDAR, Umeå universitet. |                                                  |                                                  |                                                  |                                                  |

### Fotnoter
1. 1 2  Svensk Uppslagsbok andra upplagan 1947–1955: Rinna socken
2. 1 2  Harlén, Hans; Harlén Eivy (2003). Sverige från A till Ö: geografisk-historisk uppslagsbok. Stockholm: Kommentus. Libris 9337075. ISBN 91-7345-139-8
3. ↑  ”Församlingar”. Statistiska centralbyrån. https://www.scb.se/hitta-statistik/regional-statistik-och-kartor/regionala-indelningar/forsamlingar/. Läst 30 december 2022.
4. ↑  Administrativ historik för Rinna socken (Klicka på församlingsposten). Källa: Nationella arkivdatabasen, Riksarkivet.
5. 1 2  Sjögren, Otto (1931). Sverige geografisk beskrivning del 2 Östergötlands, Jönköpings, Kronobergs, Kalmar och Gotlands län. Stockholm: Wahlström & Widstrand. Libris 9939
6. 1 2  Nationalencyklopedin
7. ↑  Fornlämningar, Statens historiska museum: Rinna socken
8. ↑  Fornminnesregistret, Riksantikvarieämbetet: Rinna socken Fornminnen i socknen erhålls på kartan genom att skriva in sockennamn (utan "socken") i "Ange geografiskt område"
9. ↑  Mats Wahlberg, red (2003). Svenskt ortnamnslexikon. Uppsala: Institutet för språk och folkminnen. Libris 8998039. ISBN 91-7229-020-X. https://isof.diva-portal.org/smash/get/diva2:1175717/FULLTEXT02.pdf